# 长穗省藤
长穗省藤（学名：Calamus palustris var. longistachys）为省藤属泽生藤的一个变种或仅仅是个异名。